# Картотека (ТВ филм)
„Картотека” је југословенски и македонски ТВ филм из 1975. године. Режирао га је Тадеуш Рингвилски а сценарио је написао Тадеуш Ружевич.

## Улоге
| Глумац           | Улога |
| ---------------- | ----- |
| Ацо Јовановски   |       |
| Илија Милчин     |       |
| Снежана Стамеска |       |